# Бечка острига
Бечка острига је сексуална поза.
Жена лежи на леђима и укршта ноге мушкарцу иза главе. Мушкарац пенетрира у жену и свом тежином належе на њу. При пенетрацији осећа повећан притисак на пенис. У неким варијантама бечке остриге жена може и да укрсти стопала мушкарцу иза врата.
У овој пози мушкарац може лакше и дубље да продире у жену. Неке жене у овој пози захваљујући повећаној стимулацији Г тачке доживљавају јаке оргазме праћене женском ејакулацијом. И код мушкарца је при томе осећај задовољства израженији, пошто је у овој пози нешто већи притисак на пенис, него у другим.
Пошто се мушкарац не додирује директно са женом, она има већу контролу над ситуацијом.